# 團塊世代

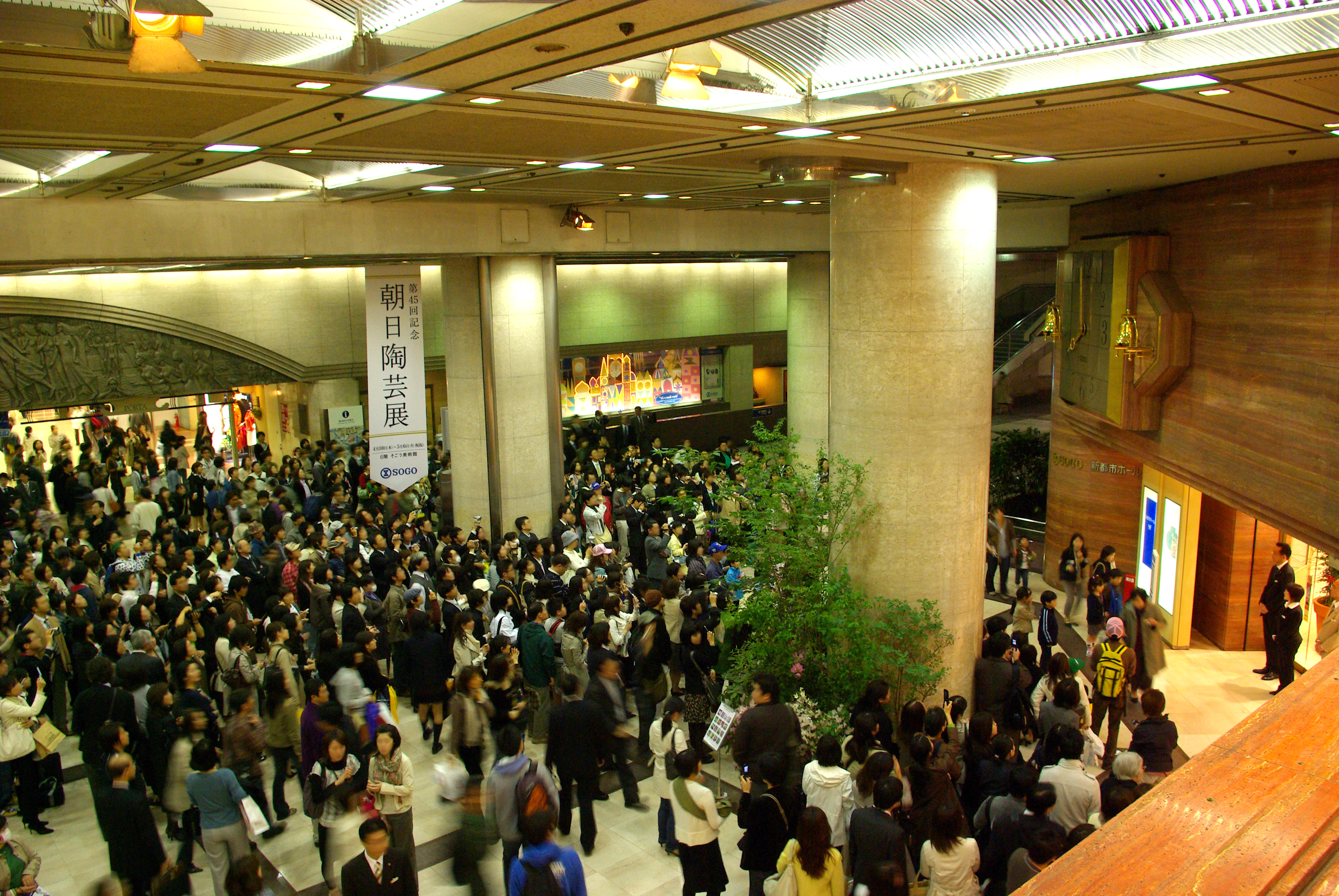
團塊世代生在日本經濟飛速時期，累積的財富是潛在消費力來源。

團塊世代（日语：／ Dankai no Sedai */?），是指日本戰後出生的第一代。狹義指1947年至1949年間日本戰後嬰兒潮出生的人群（約800萬人），廣義指昭和20年代（即1946年至1954年）出生的人群。詞源出自堺屋太一1976年小說作品《團塊的世代》。用「團塊」來比喻這個世代，是指這個世代的人們爲了改善生活而默默地辛勤勞動，緊密地聚在一起，支撐著日本社會和經濟。
一般認為「團塊世代」具有如下的特點：誕生在聯合國軍佔領日本時期，父輩多為軍人，不少人成長在单亲家庭的環境，沒有體驗過空襲等戰災。自小競爭意識強烈、自我意識較強、青年時期很多人參加過安保鬥爭、東大紛爭等學生運動。進入社會後，和蓬勃發展的日本經濟一樣，「團塊世代」的生活也愈來愈富足，成為日本經濟騰飛的支柱性一代。
「團塊世代」熱愛工作，許多人甚至以企業為家；到了中年，日本泡沫經濟破滅，大部份「團塊世代」受到影響，但多數仍能維持以往的生活秩序，而且他們的房屋貸款大多在此之前已經還清；但是他們並沒有成功的把社會經濟制度及企業文化轉型為永續性夠高、能善待年輕人的制度（因此日本出生率不足）。2007年起，團塊世代相繼退休，年金、醫療保險等面臨嚴峻挑戰。